# マニ教

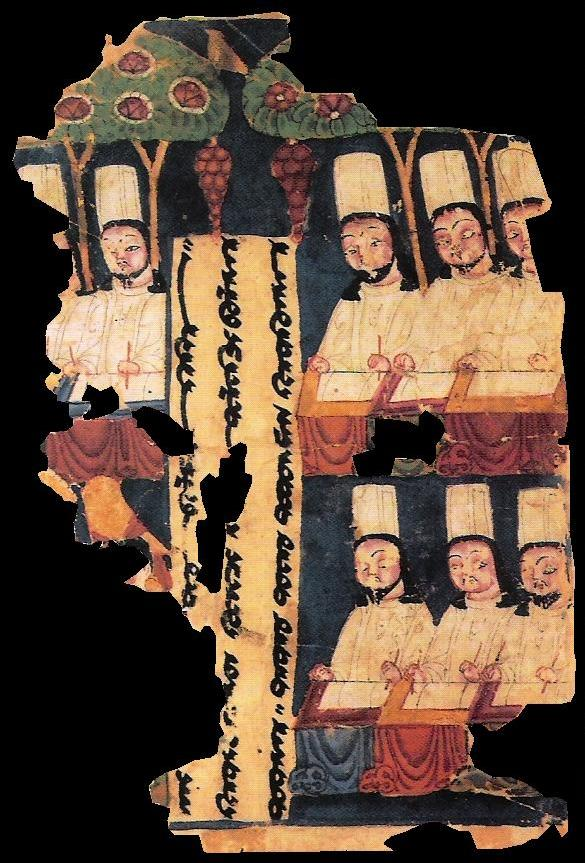
マニ教の聖職者（「マニ教経典断簡」、タリム盆地・高昌故城出土、ミニアチュール、紙本著色、8-9世紀、国立アジア美術館（旧インド美術館）所蔵）
----
白装束に高帽子を被ったマニ教聖職者が、掛け布をひいたテーブルに座り写経をしている場面。背景には花が咲き、マニ教徒が聖餐に用いたブドウの実がなる。西アジア起源の宗教では、「3本の木」は生命の象徴で、欠落部には元々3本の木が描かれていたと推測される。中央の色紙形は後期ソグド文字。裏にも絵・経典が記され、マニ教関係書籍の扉頁または最終ページと見られる

マニ教（マニきょう、摩尼教、英: Manichaeism）は、サーサーン朝ペルシャのマニを開祖とする、二元論的な宗教。
ゾロアスター教・キリスト教・仏教などの流れを汲み、経典宗教の特徴をもつ。かつては北アフリカ・イベリア半島から中国にかけてユーラシア大陸一帯で広く信仰された世界宗教であった。過去に興隆したものの現在ではほとんど信者はおらず、消滅したとされてきたが、今日でも中華人民共和国の福建省泉州市においてマニ教寺院が現存する。

## 教義

### 宗教混合
マニ教は、寛容な諸教混交の立場を表明しており、その宗教形式（ユダヤ・キリスト教の継承、「預言者の印璽」、断食月）は、ローマ帝国やアジア各地への伝道により広範囲に広まった。マニ教の教団は伝道先でキリスト教や仏教を名のることで巧みに教線を伸ばした。これについては、マニの生まれ育ったバビロニアのヘレニズム的環境も大きく影響している。この地では多様な民族・言語・慣習・文化が共存し、他者の思想信条や慣習には極力立ち入らない環境で、そうした折衷主義は格別珍しいことではなかった。そして、古代オリエントの住民は、各自のアイデンティティを保つため、特定の宗教・慣習・文化に執着する傾向も薄かったと考えられる。
マニ教はゾロアスター教を母体にユダヤ教の預言者の概念を取り入れ、ザラスシュトラ・釈迦・イエスを預言者の後継と解釈。マニ自身も自らを天使から啓示を受けた最後の預言者（「預言者の印璽」）と位置づけた（後述）。そのほかにグノーシス主義の影響を受けた。ゾロアスター教の影響から善悪二元論を採ったが、享楽的なイラン文化と一線を画す仏教的な禁欲主義が特徴である。
キリスト教・ユダヤ教
かつての研究者は、イラン神話・メソポタミア神話・ゾロアスター教・ズルワーン教・マンダ教など、東方の宗教にマニ教の起源を求めていた。しかし、資料の発見によってマニ自身がユダヤ教・キリスト教に由来するエルカサイ教団出身であることが分かり、その思想的起源はセム的一神教にあったことが判明した。そのため、それ以外の宗教は壮年期以降に獲得したものであったとされる。
グノーシス主義
マニ教をグノーシス主義の一派とする見方がある。マニ教の精神・物質二元論はグノーシス主義と一致している。
近年では、マニ教資料が大部分のグノーシス主義思想家を非難していることや宇宙の存在に積極的な意義を認めていることから、グノーシス主義と一線を画しているとする向きもある。
ミスラ教
ミスラ（ミフル）教はミスラ神を崇拝した宗教（ミトラ教とは異なる）。パルティアで盛んに信仰されたと思われる。マニ教神話では本来太陽神であるミスラが戦闘神・創造神として、オフルマズド（ザラスシュトラが最高神として想定したアフラ・マズダー）を凌ぐ活躍をしており、ミスラ教の影響がうかがえる。パルティア人の血を引き、パルティア時代末期に生まれたマニにとってミスラの存在は大きかったと思われる。
ゾロアスター教
サーサーン朝の国教。マニ教はゾロアスター教の影響から善悪二元論を採ったが、享楽的なイラン文化と一線を画していると言われる。しかし、マニ教神話に登場するオフルマズドはほとんど活躍せず、現代に伝わる二元論的ゾロアスター教とは一線を画す。近年では二元論的ゾロアスター教が成立したのは5～6世紀頃であり、逆に二元論的ゾロアスター教がマニ教から影響を受けたとする説もある。その場合、マニ教に影響を与えたのはゾロアスター教の滅びた分派ズルワーン教となる。
ズルワーン教
ズルワーン教は時間の神ズルワーンを崇拝する宗教。特に3～5世紀にかけてサーサーン朝の国教であったとも言われる。
マニ教とズルワーン主義は最高神がズルワーンであることや、厭世的な人間論が一致しているとされる。
メソポタミア神話
あまり重要でない部分でマニ教に借用されているとされる。『エノク書』など『旧約聖書』外典を介して、『ギルガメシュ叙事詩』の影響を受けている。

### 二元論
マニ教は徹底した二元論的教義を有し、宇宙は光・闇、善・悪、精神・物質のそれぞれ2つの原理の対立に基づいており、光・善・精神と闇・悪・肉体の2項がそれぞれ明確に分けられていた始原の宇宙への回帰と、マニ教独自の救済とを教義の核心としている。
この点について、善悪・生死の対立を根本とするゾロアスター教の二元論よりも、物質・肉体への嫌悪感が非常に強く、禁欲的かつ現世否定的な傾向があるギリシア哲学的な二元論の影響がうかがえる。

### 神話
マニ教の神話では、

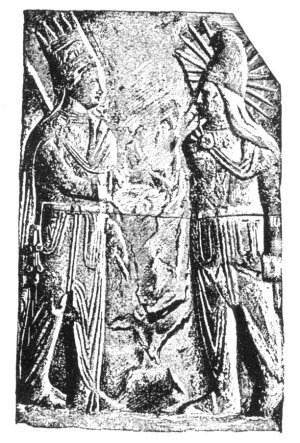
ミスラ（右）とアンティオコス王のレリーフ。ミスラはイラン神話に登場する太陽神。ゾロアスター教では契約の神として崇拝された

1. 原初、「光の王国」に「光明の父」または「偉大なる父（ズルワーン）」が、「闇の王国」に「闇の王子（アフリマン）」がそれぞれ所在し、共存していた。「光の王国」は光・風・火・水・エーテルが実態で、「光明の父」は理性・心・知識・思考・理解と翻訳しうる5つの精神作用を持ち、それを手足、また住まいとしていた。しかし、「闇の王子」はそれを手に入れるために光を侵し、闇に囚われた光を回復する戦いが開始された。「光明の父」は「光明の母」を呼び出した[10]。
2. 「光明の母」により最初の人「原人オフルミズド（アフラ・マズダー）」が生み出された。原人は、光の5元素を武器に闇の勢力と戦うが、敗れて闇に吸収されてしまう（「第一の創造」）。原人は闇の底より助けを求めた[10]。
3. 「光明の父」は「光の友」と「偉大な建設者（バームヤズド）」「生ける霊（ミフルヤズド）」を呼び出す。偉大な建設者は「新しい天国」を作り、「生ける霊」は闇に囚われていた原人を救出し、「新しい天国」へ連れて行った（「第二の創造」）。
4. 原人と共に闇に囚われた光の元素は闇に飲み込まれたままであったが、これは闇の勢力にとって毒であった。一方「生ける霊」とその5人の息子たちは、闇に囚われた光の元素を救うため、闇の勢力に大きな戦争を仕掛けた。そして、このとき倒された闇の悪魔たちの死体から現実の世界が作られた[10]。悪魔から剥ぎ取られた皮により十天が作られ、骨は山、排泄物・身体は大地となった[10]。
5. 「光明の父」は「第三の使者」を呼び出し、さらに「光の乙女」「輝くイエス」「偉大な心」「公正な正義」を呼び出す[16]。闇の執政官アルコーンには男女の別があるが、男には「光の乙女」、女には肢体輝く美しい青年の姿で顕現し、射精・流産によってアルコーンが呑みこんだ光の元素を放出させる。放出した精子は海の巨獣（光の戦士によって倒される）と植物に、水子は大地に二本足のもの、四本足のもの、飛ぶもの、泳ぐもの、這うものという5種の動物になった[10][16]。
6. 闇の側では、虜にした光の元素を閉じ込めるため「物質」が「肉体」の形をとって、全ての男の悪魔を呑み込んで一つの大悪魔を作り、女も同様に大女魔を作った。大悪魔と大女魔は憧憬の対象「第三の使者」を模して人祖アダムとエバ（イヴ）を創造した[16]。そのため、アダムは闇の創造物だが、大量の光の要素を持ち、その末裔たる人間は闇によって汚れていても智慧によって内部の光を認識できる、と説く。対してエバは、光の要素を持ちつつ智慧を与えられず、アルコーンと交接してカインとアベルを産む。嫉妬に駆られたアダムはエバと交わり、セトが生まれて人の営みが始まる。

とされる。
このように、マニ教の神話にはキリスト教原罪思想やグノーシス主義の影響が見られる。そして、人間の肉体は闇に汚されていると考えた一方で、光は地上に飛び散ったために、植物は光を有していると見なした。そのため、後述のように斎戒や菜食主義の実践を重視する。また、結婚・性交は子孫を宿すことで、悪である肉体の創造に繋がる忌避すべき行為と考えられた。また、マニ教は禁欲主義を主張し、肉体を悪の住処、霊魂を善の住処と見なしていることに一つの特徴がある。

### 三際

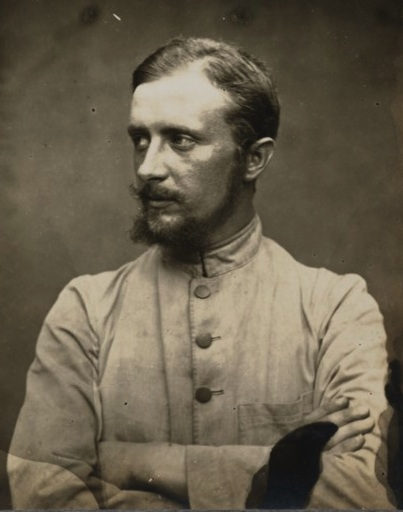
マニ教断簡を発見したポール・ペリオ

『敦煌文献』をフランスにもたらしたことで知られる東洋学者のポール・ペリオは中国でマニ教断簡（現フランス国立図書館所蔵）を発見しているが、それによれば、宇宙は「三際」と称される3時期に区分される。
1. 初際 - まだ天地がなく、明暗の違いがあるのみである。明の性質は智慧、暗の性質は愚昧だが、まだ矛盾・対立は生じていない[7]
2. 中際 - 暗（闇）が明（光）を侵し始め、明が訪れては暗に入り込んで両者は混合していく。人は、ここにおける大いなる苦しみのために、目に映ずる形体の世界から逃れようと希望する。そして人は、この世（「火宅」）を逃れるには、真偽・光闇を判別し、自ら救われるための機縁を捕まえなくてはいけない[7]
3. 後際 - 教育・回心とを終える。これにより、真偽・光闇はそれぞれ由来の地「根の国」に帰る。光は大いなる光に、闇は闇の塊に回帰する[7]

以上の内容は、8世紀のテオドール・バル=コーナイによるシリア語文献の内容とも合致する。

### 禁欲主義
上述のように、マニは悪から逃れることを説き、そのためには人間の繁殖までをも否定した。ゾロアスター教の教義は、善神アフラ・マズダーと悪神アンラ・マンユの2神を対立させるが、この善悪2神はそれぞれ精神と物質との両面を含んでいる。しかし、マニ教では、光と闇の結合が宇宙を生んだと考えるので、宇宙の創成は究極的には悪の力の作用であるととらえ、やがて全宇宙は崩壊すると考える。そのとき初めて光による救済が起こり、闇からの解放がなされると説くのである。

### イエス観
マニ教では、ザラスシュトラ、イエス・キリスト、釈迦（ガウタマ・シッダールタ）はいずれも神の使いと見なされるが、イエスに関しては、肉体を持たない「真のキリスト」と、それとは対立する十字架にかけられた人の子イエス（ナザレのイエス）とを峻別する。「神の子」を否定するこのようなイエス観は、イスラム教教祖ムハンマドにも継承され、イスラム教のキリスト教理解に大きな影響をあたえた。
マニ教のイエス観は様々な像を結んでいる。
- 人の子イエス - マニが自らに先立つ預言者
- 救世主イエス - アダムに智慧を授けた
- 宇宙の終末に現れて正邪を裁いて輝くイエス
- 十字架に架けられて苦しむイエス
- 物質に囚われた「光の元素」の比喩

## 教典
マニは世界宗教の教祖としては珍しく自ら経典を書き残したが、その多くは散逸した。マニは当時の中東のリンガ・フランカであったアラム語の一方言での叙述が多かった。マニは教義を万人対象とするために、多くの人が理解できる言葉で経典を書き記したと思われる。また、彼は速やかに経典を各地の言語に翻訳させたが、その際、彼は教義の厳密な訳出より各地に伝わる在来の信仰・用語を利用して自由に翻訳することを勧めた。場合によっては馴染みやすい信仰への翻案すら認め、異民族・遠隔地の布教に功を奏した。
マニの著作としては、『大福音書』『生命の宝（いのちの書）』『プラグマテエイア』『秘儀の書』『巨人の書』『書簡』などの聖典が断片的に確認されるほか、サーサーン朝第2代の王シャープール1世に捧げたパフラヴィー語文献『シャープーラカン』が遺存している。これらのうち、『生命の宝』が『シャープーラカン』に次いで古いと推定される。ほかに『讃美歌と祈祷集』、マニ自身の手による『宇宙図およびその註釈』（後述）があり、また、マニの没後、弟子らによってまとめられたマニと弟子たちとの対話集『ケファライア（講話集）』があった。

## 教団
マニは、人間は物質でありつつ、アダムとエバの子孫として大量の光の本質を有する矛盾した存在であると説き、人間は「真理の道」に従って智慧を得て現世救済に当たり、自身の救済されるべき本質を理解して自らを救済しなければならないと主張した。このような考えに立って、マニは生存中に自ら教団を組織した。
マニ教の教団組織は仏教に倣ったと考えられる。マニは教師12人・司教72人・長老360人からなる後継者を、2群の信者に分け、それぞれ守るべき戒律も異なるものとした。
仏教における出家信者・僧侶に相当するのが義者（エレクトゥス electus, 「選ばれた者」）であり、聖職者として五戒（「真実」「非殺生・非暴力」「貞潔」「菜食」「清貧」）を守り、厳しい修道に励むことを期待された。肉食は心と言葉の清浄さを保つために禁止され、飲酒も禁じられた。また、殺生に関して、動物を殺めることや、植物の根を抜くことも禁じられた。そして、メロン・キュウリなどの透き通った野菜やブドウなどの果物は光の要素を多く含んでおり、聖職者はこれらをできるだけ多く食べ、光の要素を開放しなければならないとされた。最終的に、これらはマニ教で行われる唯一の秘蹟と定められた。
俗人よりなる聴問者（聴聞者、アウディトゥス auditus ）は、比較的緩やかな生活を許され、十戒を守ることを期待された。十戒はユダヤ教の「モーセの十戒」に似ており、俗人はそれほど強く戒律を守ることは求められなかった。聴問者は結婚して子をもうけることが許され、生産活動に従事して聖職者たちを支えた。聴問者たちも、いずれは「選ばれた者」になることが期待されていたものと考えられる。
以上のように、マニ教の教団は、清浄で道徳的な生活を送り、また、そのことによって壮大な宇宙の戦いに参画しているという意識に支えられていた。

### 儀式・祭祀
マニ教では、白い衣服を身につけ、五感を抑制することが求められ、通常は一日一食の菜食主義で週に1度は断食した。洗礼も行われたが、水は用いられなかった。また、1日に4～7回祈祷を捧げ、信者相互では告白の儀式がなされた。
後述するマニの殉教はマニ教最大の祝祭ベーマの祭祀となった。ベーマ（ベマ）とはギリシア語で「座」を意味する。ベーマの祭礼では、誰も座ることのできない椅子が用意される。この祭礼は年末（春分のころ）に執り行われ、祭り中にマニが「座」（椅子）の上に降臨すると信じられた。
ベーマの祝祭に先立つ1ヶ月間には断食が要求され、これがイスラム教におけるラマダーン月の先駆となったと考えられている。

## 歴史

### 預言者マニ

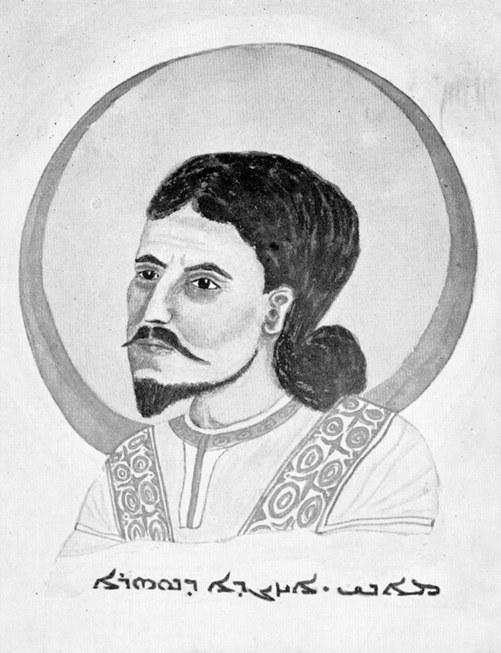
預言者マニ

預言者マニ（216年－277年頃）は、パルティア貴族の父パティーク、パルティア王族出身の母マルヤムのもと、バビロニアで生まれた。マニが4歳のとき、パティークの入っていたユダヤ教系キリスト教のグノーシス主義洗礼教団エルカサイ派に連れていかれ、ユダヤ教的・グノーシス主義的教養の横溢する環境で成長した。マニが12歳のとき、自らの使命を明らかにする神の「啓示」に初めて接したといわれる。その後、ゾロアスター教・キリスト教・グノーシス主義の影響を受けて、ユダヤ教から独立した宗教を形成していった。西暦240年頃、マニが24歳の時に再び聖天使パラクレートス（アル・タウム）からの啓示をうけ、開教したとされる。
マニは各地で宣教活動を行い、サーサーン朝のシャープール1世宮廷に招聘・重用されたこれらにより、マニはサーサーン朝全域とその周囲に伝道して信者を増やし、教会を組織し、弟子の教育に努め、ローマ帝国にも宣教師を送った。この布教は大成功を収め、マニ教はエジプトのアレクサンドリアはじめ北アフリカ各地にも伝播した。
マニは、世界宗教の教祖としては珍しく、自ら経典を書き残したが、その多くは散逸した。シャープール1世に捧げた宗教書『シャープーラカン』では、王とマニとの間の宗教上の相互理解について記述されている。マニはまた、芸術の才能にも恵まれ、彩色画集の教典をも自ら著しており、常にその画集を携えて布教したといわれる。そのため、マニは青年時代、絵師としての訓練を受けたという伝承も生まれている。
272年、シャープールが死去し、バハラーム1世の時代になると、マニはゾロアスター教神官団の憎悪に晒された。276年、マニは大マグのカルティール（キルディール）に陥れられ、投獄された。マニの最期については良く分かっていない。
パルティア以来の諸文化交流の一産物であるマニ教は、のちに西は北アフリカ・イベリア半島から、東はインド・中国に広がった。マニは「教えの神髄」の福音伝道を重視し、自ら著述した教典を各言語に翻訳させ、入信者を得るために各地で優勢な宗教の教義に寄せさせた。ゾロアスター教の優勢な地域ではゾロアスター教の神々、西方ではイエス・キリストの福音を前面に据え、東方では仏陀の悟りを強調して宣教するなど、各地ごとに布教目的で柔軟に用語・教義を変相させた。この結果、世界宗教へと発展したが、教義の一貫性は保持されなかった。

### 中東での展開

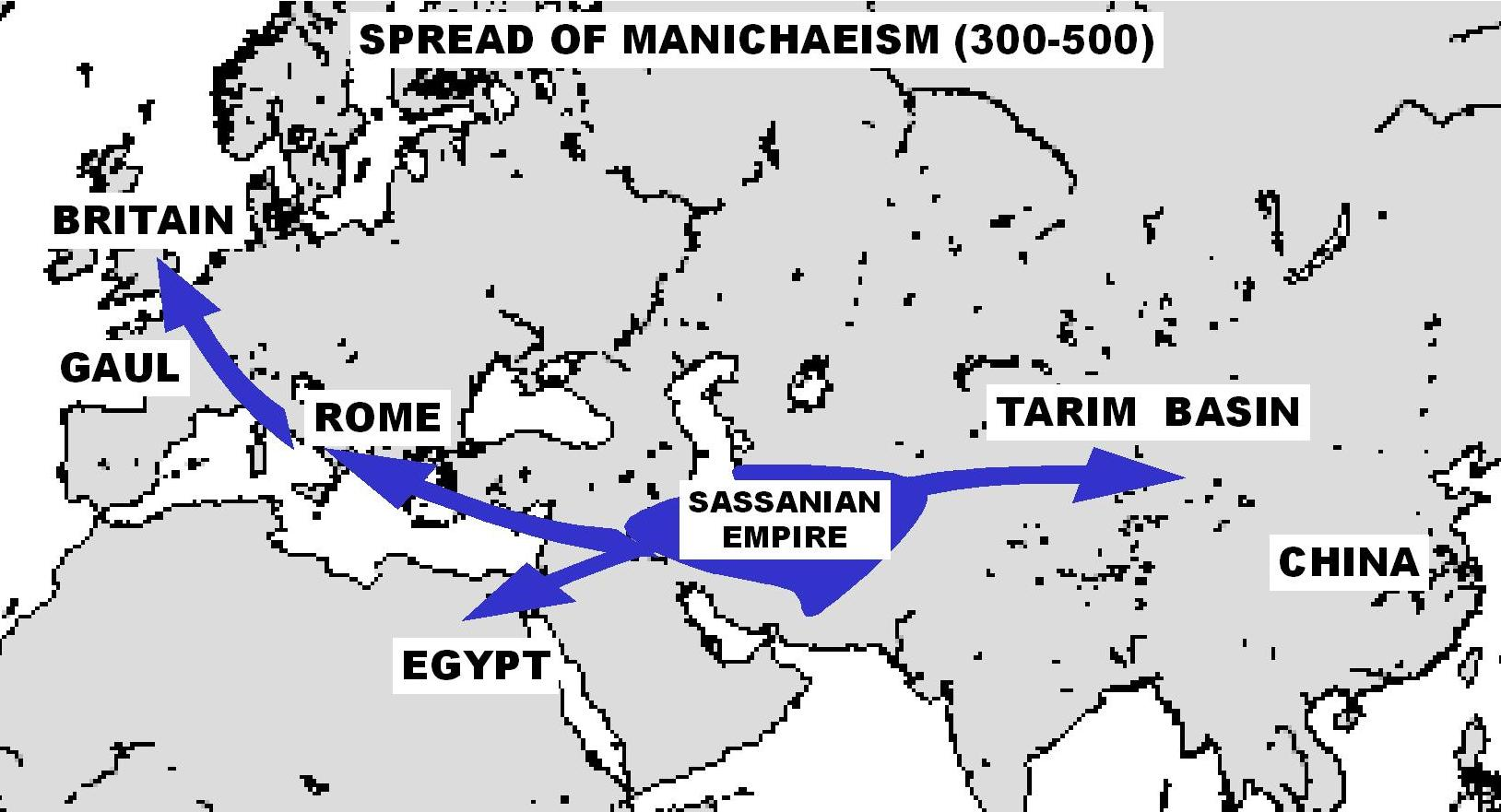
マニ教の拡大

マニは自分の死後に備えて、教会組織を作り上げていた。これは仏教教団の影響とみる説とエルカサル教団を参考にしているという説がある。また、整然としたマニ教教会組織はゾロアスター教神官団の組織編成に影響を与えた可能性が指摘されている。
マニ教教会のヒエラルキーは以下の通り。マニの出身地バビロニアの伝統に従って聖職者の人数は12に倍数が用いられている。
|          | パフラヴィー語（単数形）/中国語 | 人数   | 備考           |
| -------- | ------------------------------- | ------ | -------------- |
| 聖職者   | デーン・サーラール / 法王       | 1人    | 在クテシフォン |
| 聖職者   | フェレスタグ / 承法教道者       | 12人   |                |
| 聖職者   | イスパダグ / 伝法者             | 72人   |                |
| 聖職者   | マヒスタグ / 法堂主             | 360人  |                |
| 聖職者   | ウィズィーダグ / 一切善人       | 無制限 |                |
| 一般信徒 | ニヨーシャグ / 一切浄聴者       | 無制限 |                |

マニの死後、デーン・サーラールの座を巡り、教祖の直弟子ガブリアールとそれ以前に記録のないスィースィン（マニの親戚?）の間で争われた。結局、スィースィンがサーラールに就任し教団本部をサーサーン朝の首都クテシフォンからバビロンに移した。スィースィンのもとでアラビア半島にも伝教が行われ、アラブ人都市国家ヒーラの王アムル・イブン・アディーを改宗させるなど、メソポタミア南部に教線を伸ばした。286/293年、カルティールに呼び出されたスィースィンと「3人の長老（教祖の直弟子?）」が処刑されてしまう。このことは教祖の死に次いでマニ教団に衝撃を与えることとなり、マニ教の5大祭りのうち第2と第4がこれに因んでいた。また、一部のマニ教徒がローマ帝国やアラブ人国家に亡命した。
第三代デーン・サーラールにはインド伝道を担当していたマニの直弟子ハッティーが就任した。ちょうどサーサーン朝7代目皇帝ナルセ1世の治世と重なり、カルティールの政治力が失われた時期だったため、マニ教にとって比較的安定した時期となった。その後、マニ教の内部資料は途絶えてしまう。
4世紀、9代目皇帝シャープール2世とゾロアスター神官団の長アードゥルバードによっての治世でマニ教は再び迫害された。第10代皇帝アルダシール2世の時代には、ゾロアスター教で悪の存在と考えられた蟻を踏み潰すよう住民たちに迫った。マニ教徒にとってはすべての生き物は光を内側に秘めた存在なので殺してはならない。これによってマニ教徒をあぶりだし、異端を根絶しようとした。
ただしマニ教は聖典の整備という点でゾロアスター教に優位に立っていた。ゾロアスター教には口伝伝承しかなく（『アヴェスター』の書籍化は6世紀まで待たなければならなかった）、またキリスト教・ユダヤ教でも特定の書物を聖典として明確に区分したのは3～4世紀であり、マニ教はこれらの宗教に先立っていた。そのため知的水準の高い人ほどゾロアスター教よりマニ教に魅力を感じ、多くのゾロアスター教徒がマニ教に改宗した。そこでゾロアスター教はキリスト教徒の用いていたパフラヴィー文字を改良してアヴェスター文字を作り『アヴェスター』を著した。しかしこれは大昔の口語アヴェスター語を文字化したものなので、当時の人々にも理解できるようパフレヴィー語の注釈『ザンド』が執筆された。こうしてゾロアスター教の聖典が整備されると、マニ教の聖典はゾロアスター神官団によって出来損ないの『ザンド』とみなされ、攻撃されるようになった。528年のマズダク教の乱が鎮圧されると、マニ教への圧力が強まり、多くの教徒が中央アジアに逃れた。
7世紀に登場したイスラム教には、マニ教との類似点が見られる。マニは、アラム語のマニ教教典『大福音書』で、
と述べているが、イスラム教の教祖ムハンマドも「預言者の印璽」を名乗った。また、マニ教の一般信者（聴問者）の5つの義務は「戒律」「祈祷」「布施」「断食」「懺悔」であり、ムスリムの義務「五行」との類似が指摘される。いずれにしろアラビア半島でイスラム教団が結成され、7世紀半ばにはサーサーン朝を滅ぼした（イスラーム教徒のペルシア征服）。
イスラム教徒の支配は場当たり的で、当初のマニ教は迫害されなかったため、多くのマニ教徒が中央アジアから帰還した。クテシフォン本部の比重が再び高まったため、カリフ、ワリード1世の時代にデーン・サーラールのミフルによって、自立していた東方のマニ教会が再び統合された。一方で権力基盤を失ったゾロアスター教は求心力が低下し、マニ教に改宗する者が相次いだ。またミフルはムスリムに配慮して教義を変更したため、信者たちからの反発を受けた。次々代のミクラースの時代になると、教会は現実を重視するミフル派と教祖以来の教えを守るミクラース派に分裂してしまう。この対立はアフリカから来たアブー・ヒラール・ダイフーリーなる人物によって調停された。
750年に成立したアッバース朝はマニ教に対して大弾圧を行った。マニの絵画に唾を吐かせ、鳥を食わせ、マニ教徒だとわかるとその場で斬首したという。10世紀前半には迫害に耐えられなくなったマニ教教会は中央アジアのサマルカンドに本部を移し、クテシフォンに300人いたマニ教徒は5人に激減した。

### ローマ宣教とその影響

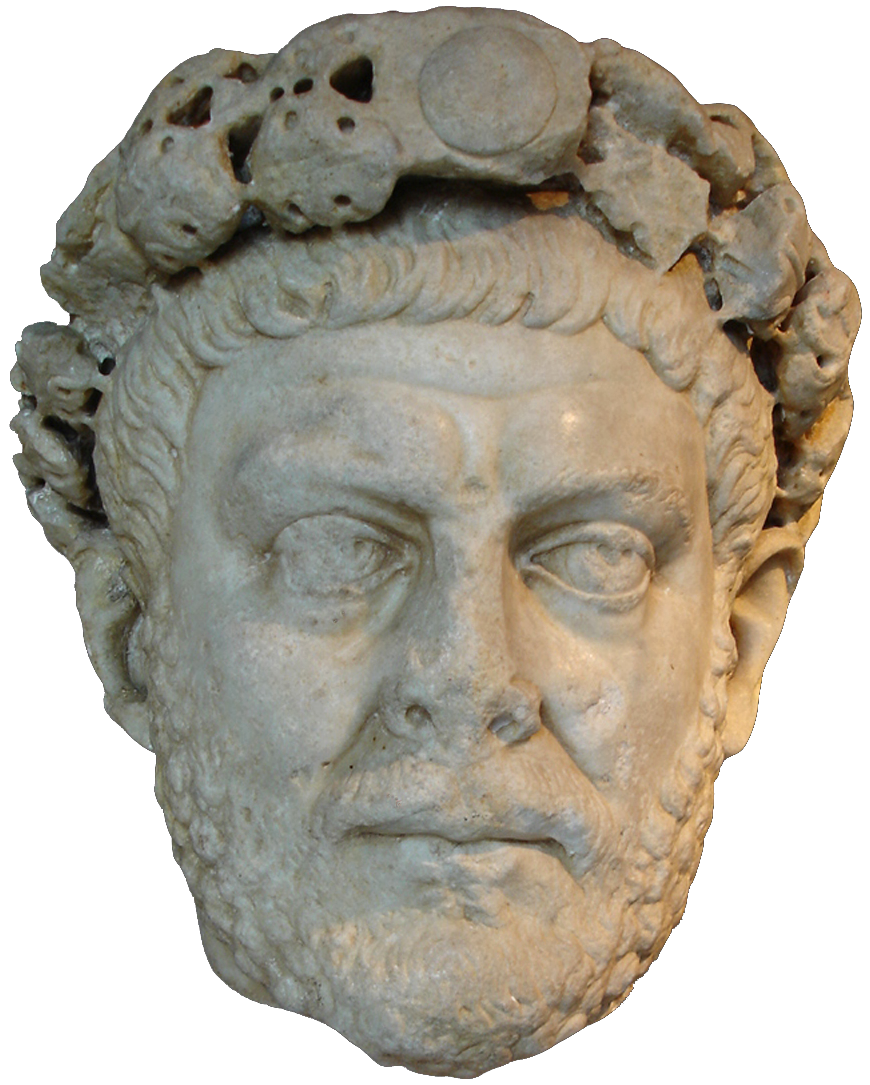
マニ教とキリスト教を弾圧したディオクレティアヌス帝

西方では、ローマがキリスト教の国教化前にローマ帝国全域にマニ教信者が増加し、原始キリスト教と並ぶ大勢力となった。ローマ皇帝ディオクレティアヌスは、領内のマニ教拡大に不安を覚え、297年にペルシアのスパイとしてマニ教徒迫害の勅令を発布した。4世紀～5世紀のキリスト教教父アウグスティヌスもカルタゴ遊学の一時期マニ教を信奉したが、その後回心してキリスト教徒となった。
中世ヨーロッパの代表的な異端カタリ派（アルビジョワ派）について、現世否定的な善悪二元論など、マニ教の影響が指摘される。

### 東方での展開
マニの直弟子マール・アンモーとアルサケス家（パルティア王族）のアルタバーンは旧パルティア（イラン高原北東部）で宣教活動を行っていたと伝えられている。
マニ教は西アジアからユーラシア大陸の東西に拡大し、ウイグルでも多くの信者を獲得した。

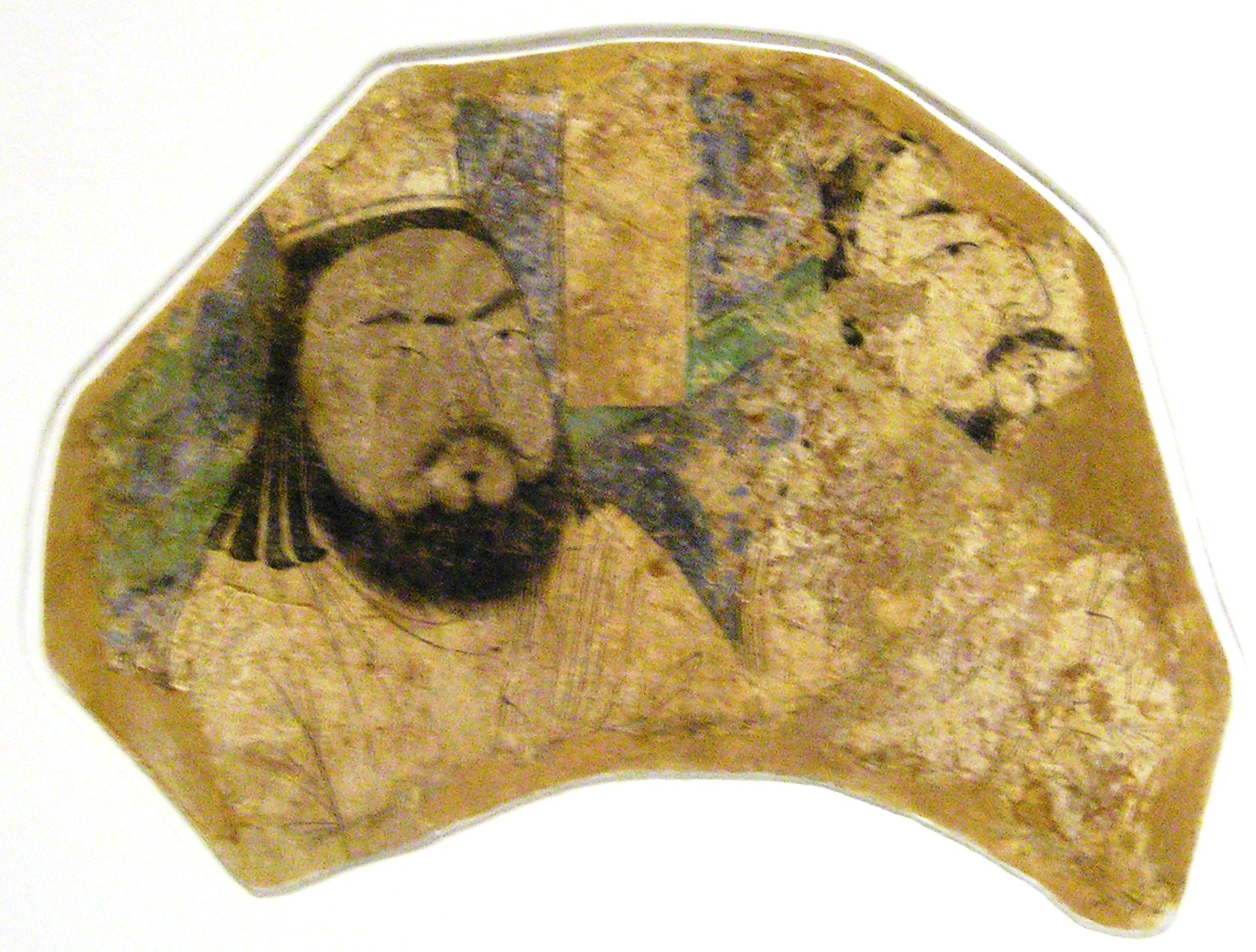
高昌出土のマニ教聖職者（8世紀-9世紀、フレスコ画）
----
国立アジア美術館（旧インド美術館）所蔵。「白衣白冠」が確認できる。もとは寺院跡にあった大画面障壁画の一部

唐においては694年に伝来して「摩尼教」・「末尼教」と音写され、教義からは「明教」・「二宗教」との訳語もあった。「白衣白冠の徒」と言われた東方のマニ教（明教）は、景教（キリスト教ネストリウス派）・祆教（ゾロアスター教）と共に、三夷教・三夷寺と呼ばれ、代表的な西方起源の諸宗教の一つと見なされた。武則天（則天武后）は官寺として首都長安に大雲寺を建立した。これには、ウイグルとの関係を良好に保つ意図があったとも言われている。768年、大雲光明寺が建てられ、こののち8世紀後葉から9世紀初頭に長江流域の大都市や洛陽・太原などの都邑にもマニ教寺院が建てられた。

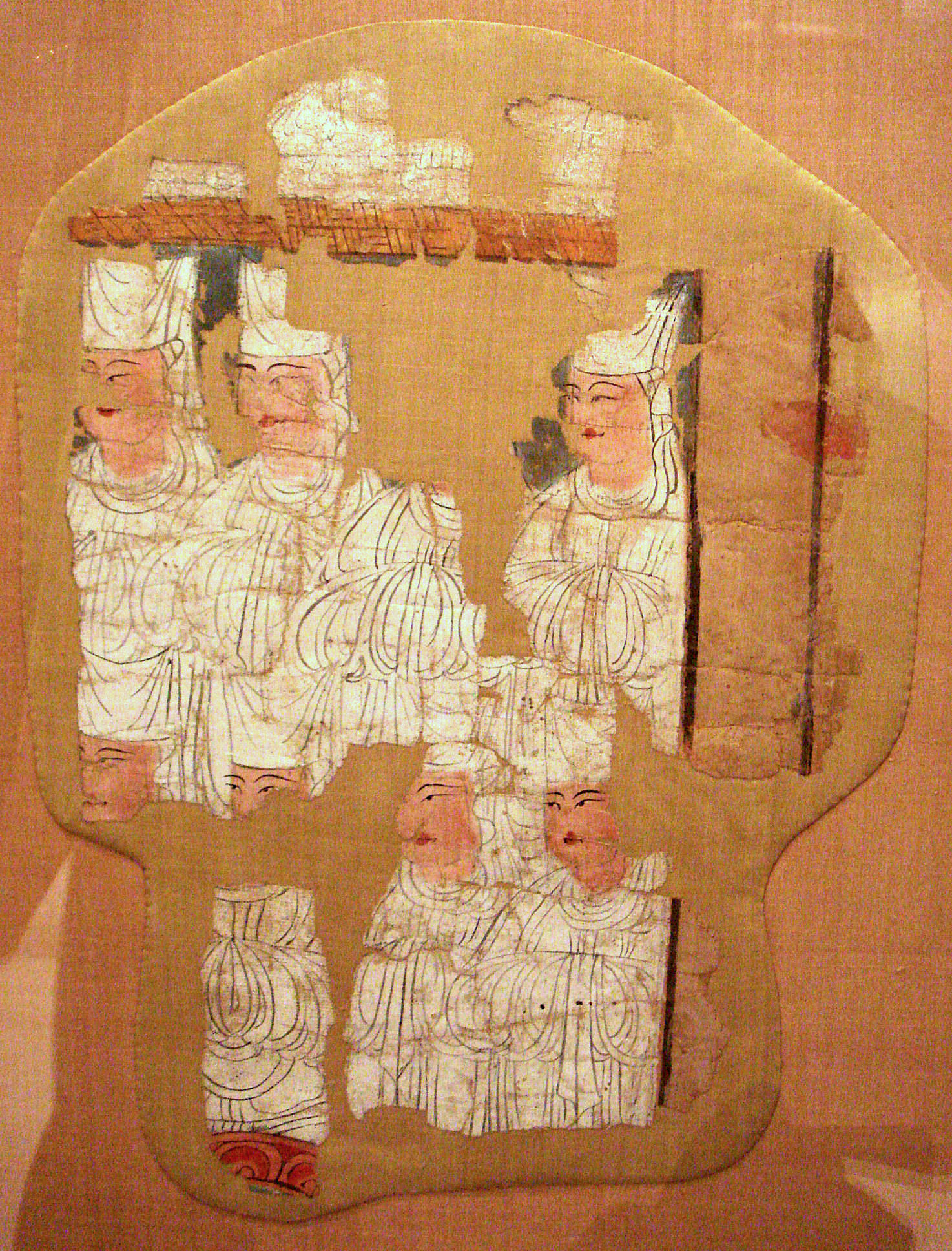
高昌出土のマニ教祭司の絵（10世紀）

しかし、843年、唐の武宗によって禁教されるに至った。845年に始まった「会昌の廃仏」では、仏教と三夷教が禁止され、多くの聖職者・宣教者は還俗させられ、マニ教僧も多くの殉教者を出したことが、唐にあった日本の円仁の『入唐求法巡礼行記』に記されている。
回鶻（ウイグル）においては、8世紀後半の3代牟羽可汗時代にマニ教が国教とされるほどの隆盛と国家的保護を得た。やがて反マニ教勢力の巻き返しにより弾圧されたが、8世紀末から9世紀初頭の7代懐信可汗によって再び国教化された。しかしその後、イラン・アフガニスタンに続いて、ウイグルでもイスラム化が進み、14世紀後半のティムールによるティムール朝建国以降は中央アジアのイスラム化はさらに進行した。
三武一宗の法難（会昌の廃仏）後の五代十国時代から宋において、マニ教は仏教・道教の一派として流布し続けた。歴史小説『水滸伝』の舞台となった北宋の「方臘の乱」の首謀者方臘はマニ教徒だったとも言われる。マニ教は、弾圧のなかで呪術的要素を強め、取り締まりに手を焼く権力者から「魔教」とまで称された。官憲によるマニ教取り締まりはしばしば江南地方や四川でなされ、その中でマニ教信者は「喫菜事魔の輩」（「菜食で魔に仕える輩」の意）とも呼ばれた。
宗教に寛容な元朝のもとでは、明教（マニ教）が復興し、福建省泉州と浙江省温州を中心に教勢を拡げた。明教と弥勒信仰が習合した白蓮教は、元末に紅巾の乱を起こし、その指導者朱元璋が建てた明の国号は「明教」に由来したとも言われる。しかし明が安定期に入ると、マニ教は危険視されて弾圧された。15世紀には教勢衰退が著しかったが、秘密結社を通じて19世紀末まで受け継がれた。1900年の北清事変（義和団の乱）の契機となった排外主義的な拳闘集団である義和団なども、そうした秘密結社の一つと言われる。

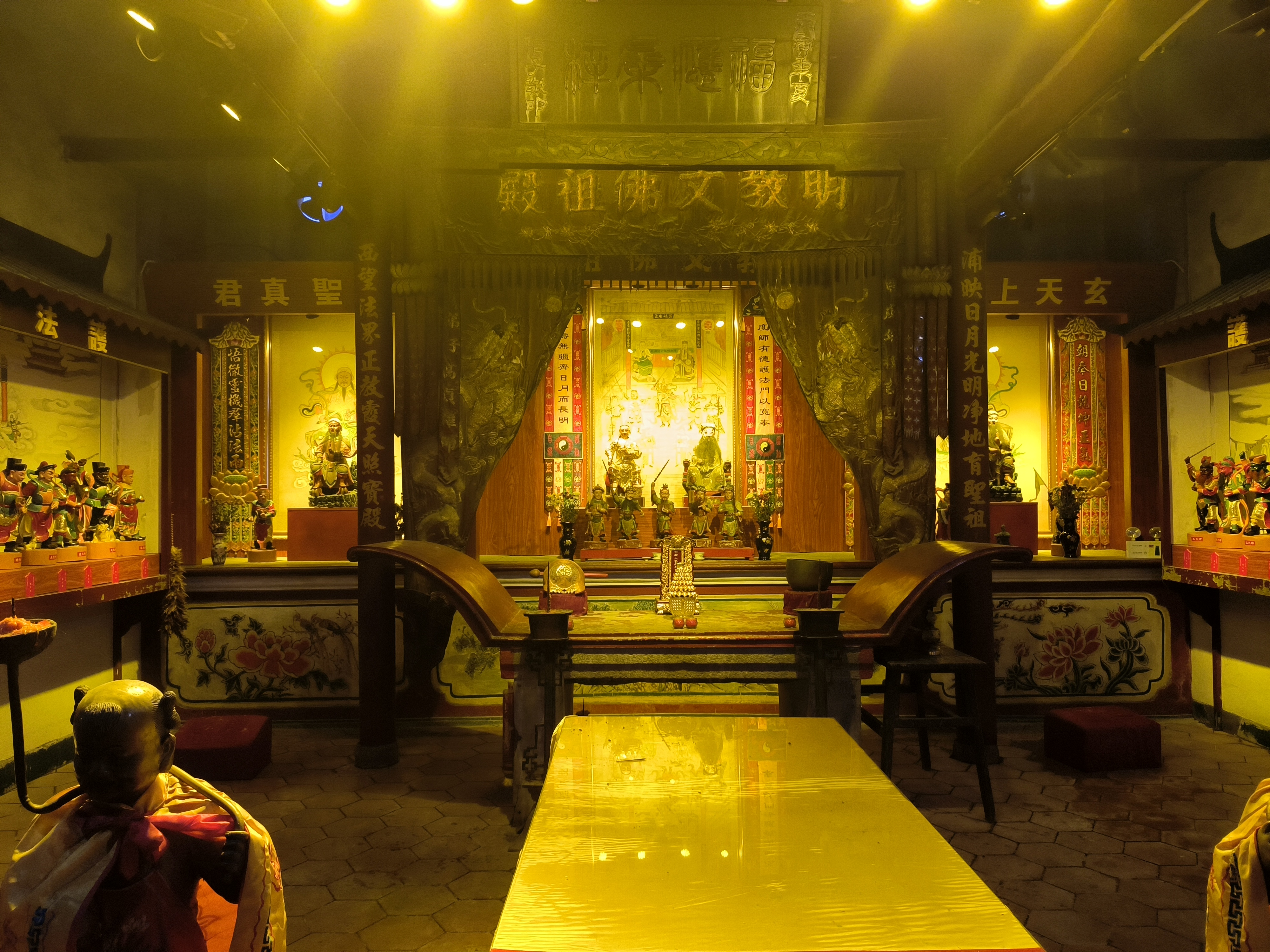
現存するマニ教寺院と目される福州市台江区（福建省）の明教文佛祖殿

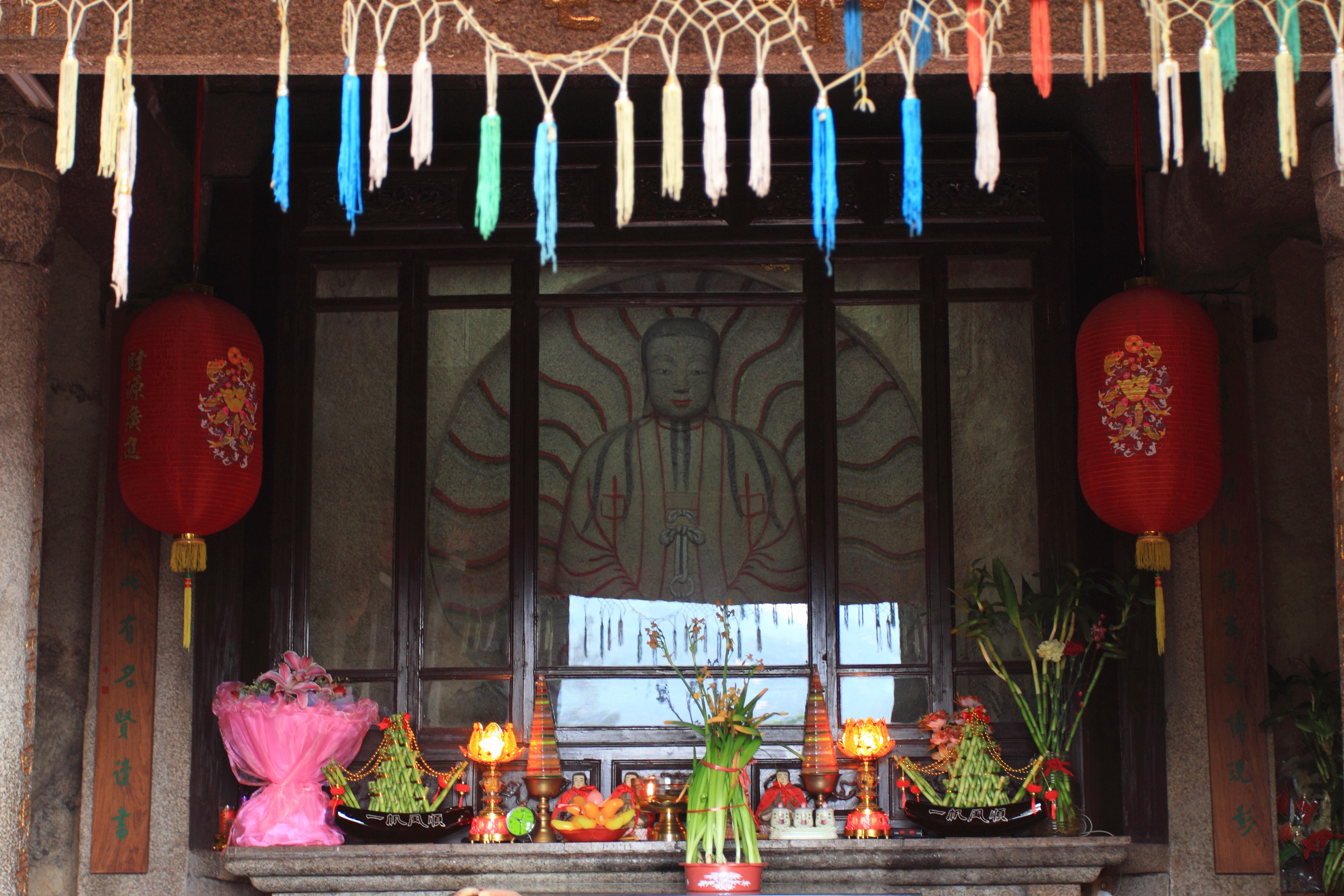
現存するマニ教寺院と目される泉州市晋江市（福建省）の草庵摩尼教寺
----
仏教に仮託された女神マニ（摩尼光仏）が祀られている

なお、藤原道長『御堂関白記』など、日本の古代・中世における日記の具注暦に日曜日を「密」と記すのは、マニ教信者が日曜日を聖なる日として断食日にあてた暦法が日本にまで至ったことの証左であると言われる。

### 現代明教
- 福建省福州市台江区 - 唐代に建立された明教文佛祖殿が現存する。
- 福建省泉州市晋江市 - 元代（1339年）に建立された草庵摩尼教寺が現存し、中国政府により国家重要文化財（「全国重点文物」）に指定されている。同寺では、「家内安全」「商売繁盛」の札が売られ、旧暦4月16日には摩尼光仏（マニ）の聖誕祭が行われている。本来のマニ教から逸脱した面もあるが、マニへの供え物に肉を用意しない、原人が変形した「明使」の存在など、かろうじてマニ教の原形を留めていると言われる。
- 福建省寧徳市霞浦県上万村 - 孫綿なる人物がこの村に住む林一族の第8世の5男・林瞪（1003～59年）に明教を伝え、林瞪が一族中興の祖の祖として代々村でまつられた。そのため、この村はマニ教村であるといわれる。ただし、この村を訪れた青木健は、そこに西方にみられるマニ教的な要素は見られず、中国的先祖崇拝の対象がたまたま明教徒だっただけではないかと考察している[30]。

## 研究史
20世紀まで、マニとマニ教に関する信頼できる情報は少なかった。前近代における利用可能なものとしては以下の資料が知られていた。
- ヘゲモニウス（英語版）『Acta Archelai』（4世紀） - 反マニ教の立場からのマニ批判
- テオドーロス・バル・コーナイ（英語版）『Scholia』（8世紀） - ネストリウス派の立場からマニ教の宇宙論に関する解説
- イブン・アン=ナディーム『フィフリスト』（10世紀） - バグダードの書籍商によるマニの生涯とその教説に関する解説

1904年・1905年、中国北西部トルファン（現新疆ウイグル自治区）でアルベルト・グリュンヴェーデル率いるドイツの探検隊によりマニ教寺院・写本・壁画などの関連資料が多数発見され、研究が進んだ。トルファンではマニ教のイラン語文献が発見され、高昌ではフレスコ画によるマニ肖像壁画も残っている。1906年以降は上述のポール・ペリオがトルキスタンを訪れ、マニ教文献含む数多くの文献をフランスにもたらした。
1931年、エジプトのマディーナト・アル＝マーディーでマニ教のパピルス製コプト語蔵書が見つかった。この中には、マニの生涯と教義を要約した『ケファライア』の一部が含まれている。
1969年、上エジプトで、西暦400年頃に属する羊皮紙に古代ギリシア語で書かれた写本が発見された。それは現在、ドイツのケルン大学（ノルトライン＝ヴェストファーレン州ケルン市）に保管され、「ケルンのマニ写本」と呼ばれる。この写本は、マニの経歴・思想の発展を叙述する聖人伝で、マニの教義に関する情報と彼自身の書いた著作の断片を含む。
現在では、各国の研究者が国際マニ教学会を結成し、共同研究や情報交換がおこなわれている。

## 日本におけるマニ教資料

### 宇宙図

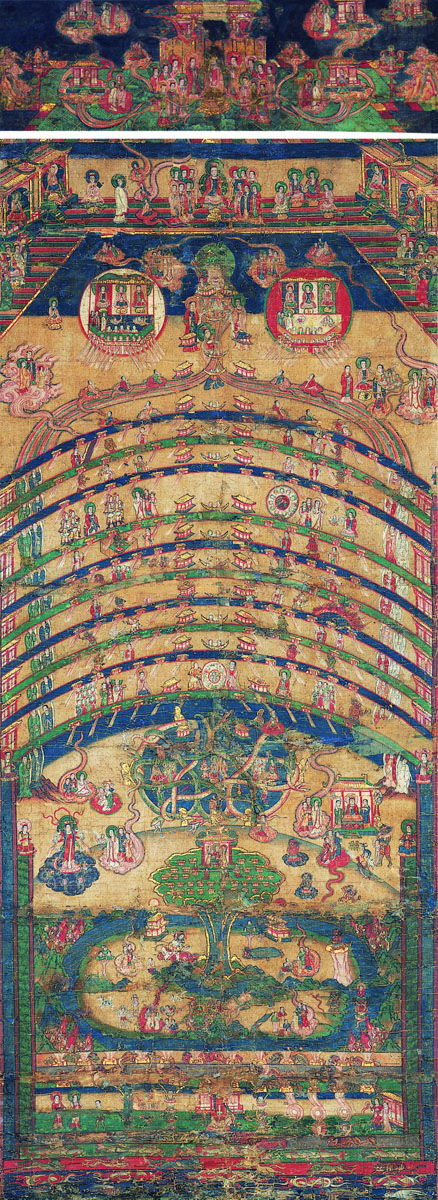
『宇宙図』：マニ教の宇宙論

マニ教の宇宙観は、天十層と大地八層からなり、布教にあたって経典のほか、これを図示した『宇宙図（アールダハング）およびその註釈』も使用していた。
『宇宙図』は散逸していたが、2010年、元代前後に描かれたとみられる『宇宙図』が日本で発見された。これは、京都大学大学院文学研究科行動文化学専攻言語学専修の教授吉田豊（現・名誉教授）らの調査によるもので、世界で初めてマニ教の宇宙図がほぼ完全な形で確認され、極めて貴重な発見として国際的に高い評価を受けた。

### マニ肖像画
2019年、13世紀から14世紀にかけて中国で描かれたマニの肖像画（『マニ像』）が発見され、藤田美術館に収蔵されている。